# سیورگا
سیورگا (قزاقی: Сиверга) یک دریاچه در مرز استان تیومن روسیه و استان قزاقستان شمالی کشور قزاقستان است.